# Frankfurt-Cronberger-Künstler-Bund
Der Frankfurt-Cronberger-Künstler-Bund war eine sezessionistische Künstlervereinigung in Frankfurt am Main, die 1902 gegründet wurde. Sie positionierte sich als Gegenpol zu einem historistisch-akademischen Umfeld. Der Bezug zu Kronberg geht auf die Kronberger Malerkolonie zurück.
Zu den Mitgliedern gehörten die deutschen Impressionisten Rudolf Gudden, Robert Hoffmann, Paul Klimsch, Jakob Nussbaum, Alfred Oppenheim und Ottilie Roederstein. Unterstützt wurde die Gruppe von Anton Burger.
Die erste Ausstellung in Berlin war 1904 in der Galerie Eduard Schulte, 1907 hatte Jakob Nussbaum seine erste Ausstellung überhaupt, 1910 wurde auch mit weiteren Künstlern als „Freie Vereinigung Frankfurter Künstler“ ausgestellt. Weitere Ausstellungsorte waren in Bonn, Basel, Düsseldorf und Zürich.